# Love Song (singel Blue Café)
Love song – singel polskiego zespołu Blue Café i drugi singel z albumu pt. Demi-sec, wydanego w 2004 przez wytwórnię EMI Music Poland.
Utwór reprezentował Polskę podczas 49. Konkursu Piosenki Eurowizji w 2004.

## Historia utworu
Utwór został napisany i nagrany w 2003, jego tekst napisała Tatiana Okupnik (wokalistka zespołu), a muzykę skomponował Paweł Rurak-Sokal, producent singla. Singel zawiera słowa w języku angielskim i hiszpańskim. Za mastering odpowiedzialny był Jacek Gawłowski, a realizatorem nagrania został Sebastian Binder.
Poszczególne partie instrumentalne w utworze nagrali:
- bas: Marcin Błasiak
- gitara elektryczna: Sebastian Kasprowicz
- keyboard: Paweł Rurak-Sokal
- kongi, timbales: Rei Ceballo
- perkusjonalia: Łukasz Moszczyński
- puzon: Michał Niewiadomski
- saksofon: Piotr Grąbkowski
- trąbka: Piotr Sławiński

24 stycznia 2004 Telewizja Polska zorganizowała Krajowe Eliminacje do 49. Konkursu Piosenki Eurowizji, podczas których wystąpiło 15 kandydatów, wybranych spośród 73 propozycji przez komisję jurorską. Utwór „Love Song” zdobył 51 736 głosów, zostając propozycją reprezentującą Polskę na Eurowizji 2004. 15 maja zespół wystąpił w finale z 19. numerem startowym i otrzymał 27 punktów od telewidzów, zajmując 17. miejsce w klasyfikacji.

## Listy utworów i formaty singla
CD single, Promo
1. „Love Song” – 2:54

Maxi singel
1. „Love Song”
2. „Espagnol”
3. „You May Be In Love”

## Krytyka

### Przed Eurowizją
Po wyborze utworu na propozycję reprezentującą Polskę podczas Eurowizji wielu artystów krytycznie oceniło jej szansę na sukces w konkursie. 

Muzyka Blue Cafe jest dobrze zaaranżowana i zagrana. Można dyskutować o manierze wokalnej Tatiany. Taki mieli pomysł, a ja to kupuję.

Zespół ma nowoczesne brzmienie i rozebraną, seksowną wokalistkę, a to się sprzedaje. Ich piosenka jest prosta i ma dziecięcą melodię.

(...) tworzę muzykę rockową. Piosenki Blue Cafe znam tylko z radia. Życzę im jednak, żeby zajęli pierwsze miejsce.

Ocenę wystawiły również portale internetowe poświęcone konkursowi, a po próbach finałowych kilka z nich skomentowało polski występ słowami.

Występ bajeczny; wir i pasja w formie zdecydowanie poprawiającej humor

Zupełny bałagan, wykonanie niechlujne i wokalnie mierne

### Po Eurowizji
Po zajęciu 17. miejsca w konkursie na zespół spadła fala krytyki. Czołowe polskie tygodniki negatywnie oceniły występ oraz warunki wokalne i kreację Tatiany Okupnik, która na scenie wystąpiła w czarnej, prześwitującej sukience, wywołując wiele kontrowersji:

Zły był montaż ujęć, układ choreograficzny banalny, a wrażenie chaosu dopełniła Tatiana Okupnik, którą spaliła trema. Tylko tak można wytłumaczyć, dlaczego zaśpiewała drewnianym głosem, bez typowego dla siebie seksapilu

Gęganie i popiskiwania Tatiany Okupnik okazały się dla europejskich widzów magnesem równie lichym jak jej szmirowata kreacja.

Podobne wrażenia mieli znani muzycy, którzy również skomentowali prezentację Blue Cafe na festiwalu:

Zważywszy że jako reprezentant Serbii pojawił się zawzięcie kręcący d**ą homoseksualista w różowej koszulce, to Tatiana wypadła OK. Nie była ani lepsza, ani gorsza

Blue Cafe nie zawalczyli o wygraną

Sami zainteresowani tłumaczyli porażkę zmęczeniem za długim oczekiwaniem na występ oraz „zbyt ambitną piosenką”.